# Reforma o revolución
Reforma o revolución (en alemán: Sozialreform oder Revolution?) es un panfleto de 1899 escrito por la teórica  polaco alemana marxista Rosa Luxemburgo. Luxemburgo sostiene que los sindicatos, los partidos políticos reformistas y la expansión de la socialdemocracia, si bien son importantes para el desarrollo de la conciencia de clase del proletariado, no pueden crear una sociedad socialista como argumentaron Eduard Bernstein, entre otros. En cambio, sostiene desde una perspectiva materialista histórica que el capitalismo es económicamente insostenible y en algún momento colapsará y que es necesaria una revolución para transformar el capitalismo en socialismo. El folleto tuvo una gran influencia en los círculos socialistas revolucionarios y, junto con otros trabajos de Luxemburgo, fue un importante precursor de la teoría comunista de izquierda.

## Trasfondo
En 1878, el canciller alemán Otto von Bismarck impuso leyes antisocialistas. Como resultado, miles de personas fueron arrestadas y cientos exiliadas, se cerraron periódicos políticos y se ilegalizó toda actividad política, excepto las elecciones. Durante este período, el Partido Socialdemócrata de Alemania (SPD) se declaró revolucionario y repudió el camino parlamentario hacia el socialismo. La plataforma del SPD expresó las preocupaciones de la clase trabajadora urbana en Alemania y su porcentaje de votos aumentó de 312.000 en las elecciones federales de 1881 a más de 1,4 millones en las elecciones de 1890.
En 1890 se levantaron las leyes antisocialistas y siguió una ola de huelgas y militancia sindical. Temiendo que las huelgas "asustaran" a los miembros conservadores o que pudiera regresar la represión, los líderes del SPD renunciaron a los aspectos más revolucionarios de su programa. En el Congreso de Erfurt de 1891, el programa del partido consagró el marxismo (y el derrocamiento del capitalismo) como el pensamiento "oficial" del SPD, pero defendió tareas prácticas apropiadas para una época en la que la revolución no estaba en la agenda inmediata. El destacado socialista alemán Eduard Bernstein fue uno de los autores del Programa de Erfurt.
La socialista nacida en Polonia Rosa Luxemburgo se mudó a Alemania en 1898 cuando el debate sobre la revolución estaba en pleno apogeo dentro del SPD. Los socialistas revolucionarios sostuvieron que el socialismo sólo puede lograrse mediante la autoemancipación de la clase trabajadora mediante un acto de revolución. Del otro lado estaban los reformistas, o revisionistas, que argumentaban que el capitalismo había llegado a una etapa en la que ya no era necesario llamar a la revolución, pero que se podían implementar suficientes reformas: más derechos democráticos, más programas de bienestar social y y así sucesivamente, que con el tiempo transformaría el capitalismo en socialismo.
Bernstein abogó por el revisionismo con una serie de artículos sobre los problemas del socialismo entre 1896 y 1898 y, más tarde, con un libro, Die Voraussetzungen des Sozialismus und die Aufgaben der Sozialdemokratie ("Los requisitos previos para el socialismo y las tareas de la socialdemocracia"), publicado en 1899. La dirección del SPD no apoyó ni rechazó oficialmente las opiniones de Bernstein. El activista revolucionario Alexander Parvus respondió con una serie de críticas vehementes a principios de 1898 que llevaron el tema a un debate abierto dentro del partido.

## Propósito de la obra
El liderazgo de los esfuerzos de los revolucionarios dentro del SPD para abordar las opiniones de Bernstein recayó en Luxemburgo. Ella respondió a Bernstein con dos series de artículos en Leipziger Volkszeitung en septiembre de 1898 y abril de 1899, que fueron recopilados como Parte I de Reforma social o revolución en 1899. La segunda parte consistió en una respuesta al libro de Bernstein. Las dos partes se publicaron juntas por primera vez en 1908.

## Temas
Si bien es una crítica detallada del pensamiento de Eduard Bernstein, incluye una breve crítica del marginalismo e identifica el crédito y el mercado de valores como cosas que exacerbarán las crisis periódicas del capitalismo; no, como había argumentado Bernstein, medidas que eliminan gradualmente la tendencia hacia la crisis.
Luxemburgo señaló que Bernstein era poco más que un utópico si creía que el socialismo podía surgir reformadamente, comparando sus argumentos con los del utópico francés Charles Fourier. La importancia de los sindicatos, argumentó, no es que puedan acabar con la propiedad burguesa del capital, sino que son el organismo mediante el cual los trabajadores se unen y entienden que son parte de una clase. A través de luchas por reformas, se dan cuenta de su poder de clase. Luxemburgo comparó las luchas sindicales con el "trabajo de Sísifo", la figura mítica que fue condenada a empujar una piedra colina arriba una y otra vez. Lo mismo se aplica a las reformas ganadas mediante las urnas.

Frente a la sugerencia de Bernstein de que las organizaciones patronales terminarán con la "anarquía de la producción" y la crisis económica regulando la producción, Rosa escribió:
En otras palabras, cuando se los evalúa desde el punto de vista de sus últimas consecuencias sobre la economía capitalista, los cárteles y trusts son un fracaso como “medios de adaptación”. No atenúan las contradicciones del capitalismo. Por el contrario, parecen instrumento de mayor anarquía. Estimulan el desarrollo de las contradicciones internas del capitalismo. Aceleran la llegada de la decadencia general del capitalismo.

Al final, Luxemburgo concluyó que Bernstein no estaba simplemente defendiendo una forma "más realista" de alcanzar el socialismo, sino que había descartado la perspectiva del socialismo:
Es por ello que quienes se pronuncian a favor del método de la reforma legislativa en lugar de la conquista del poder político y la revolución social en oposición a éstas, en realidad no optan por una vía más tranquila, calma y lenta hacia el mismo objetivo, sino por un objetivo diferente. En lugar de tomar partido por la instauración de una nueva sociedad, lo hacen por la modificación superficial de la vieja sociedad. Siguiendo las concepciones políticas del revisionismo, llegamos a la misma conclusión que cuando seguimos las concepciones económicas del revisionismo. Nuestro programa no es ya la realización del socialismo sino la reforma del capitalismo; no es la supresión del trabajo asalariado, sino la reducción de la explotación, es decir, la supresión de los abusos del capitalismo en lugar de la supresión del propio capitalismo.
En lugar de disminuir la importancia de la lucha por las reformas, Luxemburgo argumentó que estas luchas son centrales. "En una palabra", escribió, "la democracia es indispensable no porque haga superflua la conquista del poder político por el proletariado, sino porque hace que esta conquista del poder sea necesaria y posible".

## Recepción
La redacción y publicación de Reforma social o revolución tuvo lugar en el contexto de los congresos del partido de 1899, 1901 y 1903. Las posiciones de Luxemburgo ganaron a Bernstein, y el SPD siguió comprometido con el marxismo ortodoxo. Karl Kautsky apoyó la posición de Luxemburgo y le dio gran peso a sus opiniones tanto dentro de Alemania como a nivel internacional.